# Chiesa di San Luigi (Berlino)

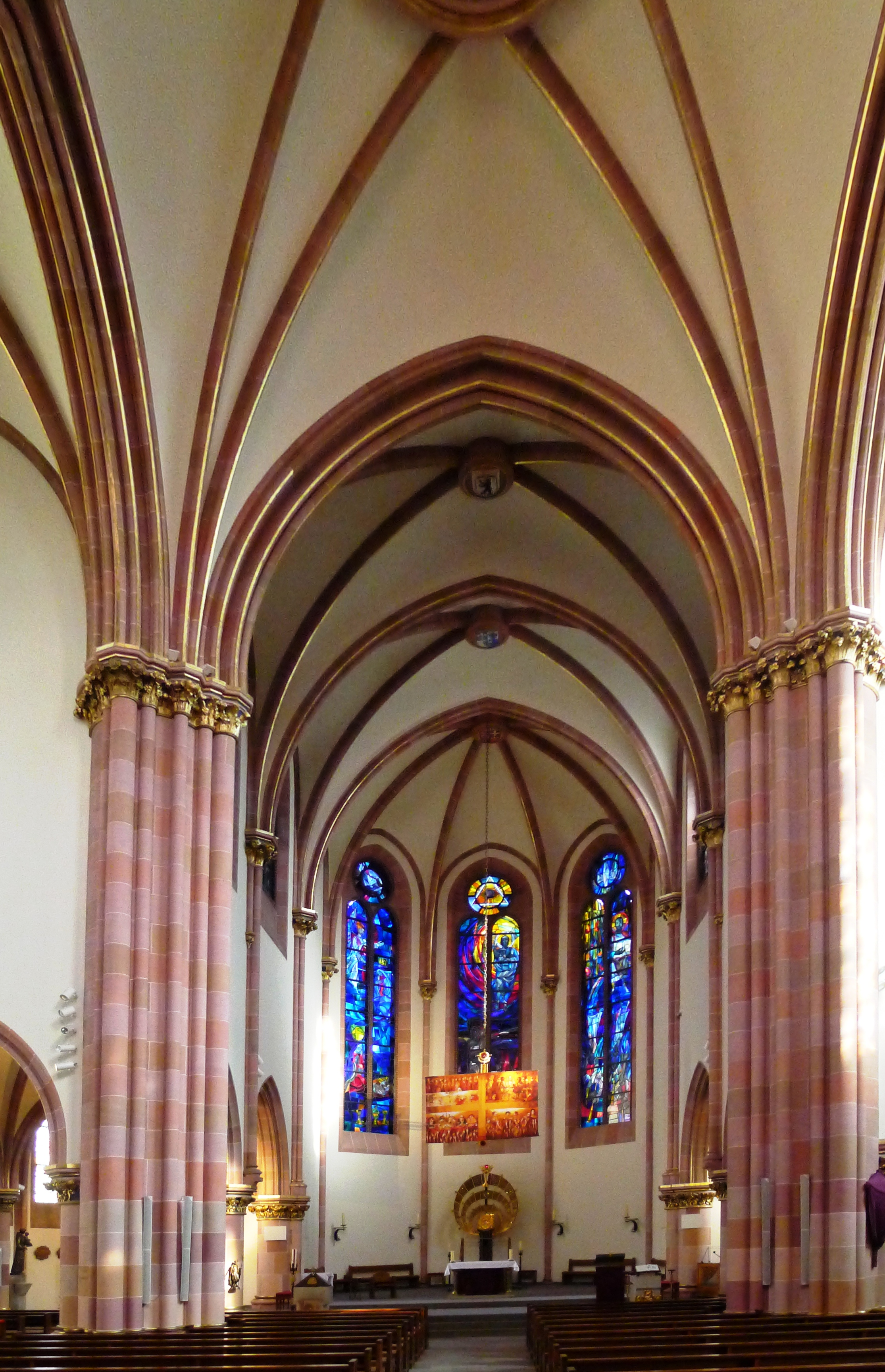
L'interno

La chiesa di San Luigi (in tedesco St. Ludwig) è una chiesa cattolica di Berlino, sita nel quartiere di Wilmersdorf.
Costruita alla fine del XIX secolo in stile neogotico, è posta sotto tutela monumentale (Denkmalschutz).

## Storia
La chiesa fu eretta dal 1895 al 1897 su progetto di August Menken per servire le necessità spirituali di un nuovo quartiere borghese dell'allora città di Wilmersdorf presso Berlino.
Venne dedicata a San Luigi dei Francesi in ricordo di Ludwig (Luigi) Windthorst, importante uomo politico dell'epoca noto per la difesa dei diritti dei cattolici contro il cancelliere Bismarck e il suo Kulturkampf.
L'edificio subì gravi danni durante la seconda guerra mondiale, riparati provvisoriamente nel 1947; restauri più approfonditi seguirono nel 1963 e dal 1984 al 1986.

## Caratteristiche
La chiesa è posta al centro di una piazza (il Ludwigkirchplatz) sistemata a giardino; è disposta con la facciata verso est e il presbiterio verso ovest.
La costruzione è in stile neogotico, con le pareti esterne in mattoni a vista e quelle interne prevalentemente intonacate.
L'interno, a pianta basilicale, conta tre navate concluse da un coro poligonale affiancato da due cappelle laterali; all'incrocio della navata centrale con il transetto si erge una torre ottagonale alta 70 metri.